# David Gemmell
David Andrew Gemmell (1 de agosto de 1948–28 de julio de 2006) fue un escritor británico de fantasía y novela histórica.

## Biografía
Nació en Londres en 1948. En su juventud trabajó como periodista freelance para los periódicos Daily Mail, Daily Mirror, y Daily Express. 
Publicó su primera novela, Legend en 1984 pero no abandonó su trabajo de periodista. Fue editor de periódicos en Sussex, pero su carrera en el periodismo terminó tras la publicación de su tercera novela, Waylander, en 1986, en la que bautizó a sus personajes con nombres de sus colegas de profesión.
En ese momento Gemmel se hizo escritor a tiempo completo, publicando 29 libros bajo su propio nombre, y una novela llamada White Knight, Black Swan bajo el seudónimo de Ross Harding. Está novela es un thriller basado en las experiencias personales de su juventud en Londres.
David Gemmell murió trabajando el 28 de julio de 2006 de problemas cardíacos dos semanas después de serle practicado un bypass. Le faltaban 4 días para cumplir 58 años.
En diversas declaraciones reconoció ser un fumador habitual que creía necesitar el tabaco para estimular su cerebro en su trabajo literario.

## Obras

### Fantasía épica

#### Serie de Drenai
- Legend (1984) (Publicada originalmente en EE. UU. como Against the Horde.

	- Leyenda, Barcelona, Ed. Gigamesh, col. Gigamesh Ficción núm. 39 (Crónicas de Drenai / 6), 2007
- The King Beyond the Gate (1985)

	- El rey oculto, Barcelona, Ed. Gigamesh, col. Gigamesh Ficción núm. 43 (Crónicas de Drenai / 7), 2008 
- Waylander (1986)

	- Waylander, Barcelona, Ed. Gigamesh, col. Gigamesh Ficción núm. 15 (Crónicas de Drenai / 1), 2003
- Quest for Lost Heroes (1990)
- Waylander II: In the Realm of the Wolf (1992)

	- En los dominios del lobo, Barcelona, Ed. Gigamesh, col. Gigamesh Ficción núm. 20 (Crónicas de Drenai / 2), 2003
- The First Chronicles of Druss the Legend (1993)

	- Las primeras crónicas, Barcelona, Ed. Gigamesh, col. Gigamesh Ficción núm. 34 (Crónicas de Drenai / 4), 2005
- The Legend of Deathwalker (1996)

	- Mensajero de la Muerte, Barcelona, Ed. Gigamesh, col. Gigamesh Ficción núm. 37 (Crónicas de Drenai / 5), 2006
- Winter Warriors (1996)
- Hero in the Shadows (2000)

	- Héroe en la sombra, Barcelona, Ed. Gigamesh, col. Gigamesh Ficción núm. 28 (Crónicas de Drenai / 3), 2004
- White Wolf (2003)
- The Swords of Night and Day (2004)

Antologías:
- Drenai Tales Volume I: contains; Legend, The King Beyond the Gate and Waylander
- Drenai Tales Volume II: contains; Quest for Lost Heroes, Waylander II and The First Chronicles of Druss the Legend
- Drenai Tales Volume III: contains; The Legend of the Deathwalker, Winter Warriors and Hero in the Shadows

#### Serie de Rigante
- Sword in the Storm (1999)
- Midnight Falcon (2000)
- Ravenheart (2001)
- Stormrider (2002)

#### Las Piedras del Poder — Sipstrassi — Jon Shannow
En toda la serie aparecen las Piedras del Poder, también conocida como las Sipstrassi. En las tres últimas novelas aparece como protagonista Jon Shannow. 
- Ghost King (1988)
- Last Sword of Power (1988)
- Wolf in Shadow (1987) (publicada originalmente como The Jerusalem Man)
- The Last Guardian (1989)
- Bloodstone (1994)

#### Serie de la Reina Halcón
- Ironhand's Daughter (1995)
- The Hawk Eternal (1995)

#### Títulos de fantasía no incluidos en una serie
- Knights of Dark Renown (1989)
- Morning Star (1992)
- Dark Moon (1997)
- Echoes of the great song (2002)

### Novela histórica

#### Serie de Grecia (Ucronías)
- Lion of Macedon (1990)
- Dark Prince (1991)

#### Serie de Troya
- Troy: Lord of the Silver Bow (2005)
- Troy: Shield of Thunder (2006)
- Troy: Fall of Kings (August 2007)

Esta novela ha sido completada tras su muerte por su mujer, Stella Gemmell.

### No fantasía
- White Knight, Black Swan (1993) (bajo el seudónimo de Ross Harding)

### Cómics
- Legend  y Wolf in Shadow han sido publicadas como novelas gráficas con guion de Stan Nicholls y dibujos de Fangorn.